# Костел Пресвятої Трійці (Базалія)
Костел Пресвятої Трійці — пам'ятка християнської сакральної архітектури 18 століття, що розташовувалася в містечку Базалія на східному кордоні Волині з Поділлям. Зразок барокового однонавого храму. Знищений комуністами у 1936 році.

## Історія
Збудований замість старого дерев'яного костелу (з 1586 року, згорів у 1759), на місці давнього священичого саду, коштом власників міста Сапєгів і довколишньої шляхти. У 19 столітті в костелі правили греко-католики, що не мали в Базалії власного храму.
Станом на 1791 до костелу належали 4905 парафіян обох статей. Відповідно у 1809 році їх нараховувалося 5642 особи. На початку 20 століття — 5961.
До 1842 року у власності костелу перебувала юридика з кріпаками і землею.
Протягом 1791-1810, 1860-х років при костелі діяла школа.
Після окупації східної Волині комуністами, більшість парафіян виморено голодом, репресовано або депортовано. На костел накладено непомірний податок, через несплату якого у 1935 році храм зачинено, клир заарештовано. У 1936 році святиню висаджено у повітря.

## Поховання
У 1769 році в храмі був похований Станіслав Дунін-Вонсович.
У 1808 році у костелі був похований Франц Ксаверій Сапєга.

## Парохи
- Анджей Миколай Помян Бронішевський
- Євстахій Дзєґцьонський
- Міхал Ліссовський
- Павел Боґацький
- Ігнатій Нівінський
- Теодор Чарнецький
- Юзеф Пташинський
- Камінський
- Мошульський
- Олександр Бєлякевич